# Edling (namn)
Edling är ett förnamn som hade namnsdag den 10 mars mellan 1986 och 1993. Det är även ett efternamn.

## Personer med efternamnet
- Anders Edling
- Axel Edling
- Bo-Göran Edling
- Carl Edling
- Dina Edling
- Emil W. Edling
- Eva Edling
- Françis Edling
- Holdo Edling
- Jan Edling
- Jonas Edling
- Lars Edling
- Leif Edling
- Lorentz Edling
- Nils Edling (1880–1970), svensk jurist och ämbetsman
- Nils Edling (1906–1984), svensk medicinprofessor
- Nils Edling (1909–2005), svensk jurist och ämbetsman
- Roland Edling
- Rolf Edling
- Staffan Edling
- Stig Edling
- Sven Edling